# HD 131399 Ab
HD 131399 Ab era un presunto pianeta extrasolare in orbita attorno alla stella principale del sistema triplo HD 131399. Situato a 319 anni luce dal sistema solare, è visibile in direzione della costellazione del Centauro con un binocolo o un piccolo telescopio, essendo di magnitudine 7.
Nel maggio 2017, osservazioni effettuate con il Gemini Planet Imager e nuove analisi dei dati di SPHERE hanno concluso che in realtà l'oggetto era una debole stella di fondo.

## Scoperta

Composizione di immagini riprese dal Very Large Telescope dell'ESO, in Cile, che mostrano il pianeta scoperto e le stelle del sistema.

Il pianeta è stato scoperto nel luglio 2016 da un team di astronomi coordinati da Kevin Wagner, che utilizzando lo strumento SPHERE del Very Large Telescope dell'ESO ha potuto osservare il pianeta con un'immagine diretta. Si tratta del primo pianeta scoperto con immagine diretta in un sistema triplo, nonché uno dei più piccoli e freddi di cui si sia riusciti ad ottenere un'immagine.

## Sistema stellare
Il pianeta ipotizzato sarebbe stato in orbita attorno alla componente principale del sistema, una stella bianca di sequenza principale di classe A1, molto giovane (16 milioni di anni), più grande e calda del Sole e con una massa superiore dell'80%, paragonabile ad esempio a Sirio o Vega. Le altre due stelle del sistema orbitano una attorno all'altra, separate da 10 UA, mentre entrambe orbitano attorno alla componente A ad una distanza di circa 300 UA.

## Caratteristiche del pianeta
Si pensava che il pianeta fosse un gigante gassoso quattro volte più massiccio di Giove, con un periodo orbitale di 550 anni e si trovasse a una distanza di circa 80 UA da HD 131399 A, vale a dire circa il doppio della distanza che separa Plutone dal Sole. 
Le ipotesi sulla sua formazione erano incerte, poteva essersi formato più vicino ad A e poi essere emigrato all'esterno per cause non note, oppure si sarebbe formato circumbinario attorno alle due stelle minori ed essere successivamente stato catturato da A.